# MiniGP
MiniGP è il termine con il quale vengono identificati alcuni particolari modelli di motociclette da competizione che possono circolare solo su circuiti o aree appositamente attrezzate e omologate da organi preposti.

## Introduzione
Si tratta di una copia  in formato ridotto di una vera moto da corsa con soluzioni e caratteristiche identiche a quelle che gareggiano nei vari campionati, con cambio a 5/6 marce e sospensioni regolabili. È una formula addestrativa che permette ai giovani provenienti dalle minimoto un passaggio meno traumatico alle vere moto a ruote alte. Tali competizioni si svolgono su mini autodromi o principalmente su kartodromi opportunamente omologati e possono partecipare piloti muniti di regolare licenza rilasciata dalla Federazione Motociclistica Italiana.

## Categorie
Proprio per questa loro caratteristica di palestra di formazione per le vere moto da Gran Premio, le MiniGP sono suddivise in categorie che si differenziano principalmente per l'età dei piloti. A seconda delle categorie sono consentite differenti cilindrate e potenza, più in dettaglio:
Junior
Motore da 50 cm³ a 2 tempi – 100 cm³ a 4 tempi
Età da 9 anni compiuti a 12 anni
Senior
Motore da 70 cm³ a 2 tempi – 125 cm³ 4 tempi
Età da 13 anni compiuti a 16 anni
Open
Motore da 70/90 cm³ a 2 tempi – 150 cm³ 4 tempi
Età da 14 anni

## Caratteristiche tecniche
Dimensioni e pesi
Una MINIGP  è alta un metro e circa 70 cm di altezza dalla sella e con un peso complessivo di 64 kg per il 2 tempi e 74 kg per il 4 tempi. Ruote da 12 pollici.
Motori
Motori principalmente a due tempi con raffreddamento a liquido che nella categoria 50 /100 cm³ raggiungono una potenza massima di 14 cv.
Nella categoria 70/125 arrivano ad una potenza di 20 cv. Mentre per la classe Open la potenza è libera.

## Campionati MiniGP
Nato nel 2007 come Trofeo, nel 2008 viene costituito un vero e proprio Campionato Italiano MiniGP sotto l'egida della Federazione Motociclistica Italiana suddiviso nelle 3 categorie Junior, Senior e Open che si compone di sei gare su circuiti in tutta Italia. Oltre a quello nazionale vi è anche un Campionato Europeo specifico per la categoria.
Dal 2021 grazie alla collaborazione tra Dorna Sports e Federazione Internazionale di Motociclismo è stato lanciato il FIM MiniGP World Series, il campionato mondiale per giovani piloti che corrono su moto Ohvale. Le categorie sono 160cc e 190cc. 